# Casa Grande (Marvel Comics)
Casa Grande es el nombre de una prisión ficticia que aparece en los libros publicados por Marvel Comics. También es llamada la Penitenciaría Monumental del Idioma.

## Historia
La Casa Grande es la más reciente prisión de máxima seguridad de los Estados Unidos. Alberga supervillanos criminales genéticamente alterados que son encogidos por las Partículas Pym de Henry Pym donde son apartados para ser almacenados con facilidad.
Después de su pelea con los Nuevos Guerreros, Southpaw termina encarcelada en la Casa Grande. Ella se encuentra con el Pensador donde diseñan una fuga de la prisión. Después de escapar con éxito, los villanos terminan peleando con Hulka y Henry Pym para terminar derrotados y devuelta en sus celdas.

## Reclusos conocidos
- Alimaña
- Bola 8
- Brigada de Demolición
  - Bola de Trueno
  - Bulldozer
  - Demoledor
  - Martinete
- Constrictor
- Doctor Némesis II
- Electro
- Escorpión
- Gárgola Gris
- Grifo
- Hombre Absorbente
- Hombre de Arena
- Hombre Dragón
- Imaginario
- Mandril
- Pensador
- Polvorín
- Rhino
- Silenciador
- Southpaw
- Tiburón Tigre
- U-Foes
  - Ironclad
  - Vapor
  - Vector
  - X-Ray
- Torbellino

## En otros medios

### Televisión
- La Casa Grande aparece en Los Vengadores: los héroes más poderosos de la Tierra. Es una de las cuatro prisiones principales de supervillanos en este show y es utilizada para almacenar supervillanos genéticamente alterados. En "El hombre en el hormiguero," Torbellino termina encarcelado en la Casa Grande después de haber sido derrotado por Avispa. Otros reclusos que aparecen son Arnim Zola, Gárgola Gris, Pensador Loco, Mandril, Constrictor, Grifo, Fantasma Rojo y su Super-Simios, y Rey Cobra. Cuando Torbellino termina invalidando el amortiguador de energía en él, ataca a los guardias Ultrón para probar un punto a los internos sólo para enterarse la manera dura de por qué llaman la prisión la Casa Grande cuando termina inmovilizado por el dedo deHombre- Hormiga. Pensador después le menciona a Torbellino que cuando los sistemas se descompongan, cada supervillano en las cuatro prisiones de supervillanos más importantes será libre. Esto sucede finalmente en "La Fuga," cuando las cuatro súper-prisiones son atacadas y mantienen fugas masivas. No sólo los internos se liberan, la Casa Grande también creció lo suficiente como para dañar el Helitransporte de S.H.I.E.L.D. que estaba en marcha.